# Stipa porteri
Stipa porteri är en gräsart som beskrevs av Per Axel Rydberg. Stipa porteri ingår i släktet fjädergrässläktet, och familjen gräs. Inga underarter finns listade i Catalogue of Life.